# ワカバグモ属
ワカバグモ属 Oxytate はカニグモ科の属の1つである。カニグモ科としては異例に腹部が細長い。

## 特徴
体長が雌で7-15mm、雄で6-11mmと、中くらいのクモである。生きているときは全身がほぼ黄色から緑色で、それ以外に特に斑紋はない。胸部は扁平で剛毛などはなく、背甲は縦長で長さが幅より大きい。眼は比較的小さくて、個々の眼の大きさの差も小さい。前後4個ずつ、2列8眼があり、中眼域(前後中眼を含む方形)は縦長。カニグモ科のものは背甲の眼の周囲が盛り上がって眼丘を作るが、本属のものでは側眼の眼丘が互いに離れている。また眼列は前後共に後曲、つまり中眼より側眼が後ろ側にある。額、つまり背甲の前眼列の部分は前中眼間の長さの2倍以上の幅がある。上顎には歯がない。下唇は長さが幅より大きい。
歩脚の先端には粘毛による末端毛束が発達しており、これによってすべすべした面も容易に歩くことができる。第1脚の脛節の腹面に3対、蹠節の腹面に2対の刺がある。
腹部は雌雄共にカニグモ科としては異例に細長くなっており、長さが幅の2倍以上ある。また腹部の後半部に関節が並んでいるように見える段差が連続してあり、偽関節と呼ばれる。この各節の後ろには長い毛が対をなして生えている。

## 種と分布
東南アジアからアフリカにかけて分布し、23種が知られる。日本からは以下の種が知られている。
- Oxytate ワカバグモ属
- O. hosizuna Ono ホシズナワカバグモ：トカラ列島以南の南西諸島
- O. striatipes L. Koch ワカバグモ：屋久島以北の日本本土

この2種はよく似ていて区別は難しいが分布がはっきりと異なる。これ以外については属についてはカニグモ科の属一覧を、含まれる種についてはカニグモ科の種一覧を参照されたい。